# Речкалово (Калінінградська область)
Речкалово (рос. Речкалово) — селище Озерського міського округу, Калінінградської області Росії. Входить до складу Красноярського сільського поселення.
Населення —  28 осіб (2015 рік). 

## Населення
| 2002 | 2010 |
| ---- | ---- |
| 36   | ↘28  |